# بوجمسکیه
بوجمسکیه (به لهستانی:  Budzimskie) یک روستا در لهستان است که در گمینا کوووبژگ واقع شده‌است.